# Micralarctia pura
Micralarctia pura är en fjärilsart som beskrevs av Butler 1878. Micralarctia pura ingår i släktet Micralarctia och familjen björnspinnare. Inga underarter finns listade i Catalogue of Life.